# تاورنیر (فلوریدا)
تاورنیر (به انگلیسی: Tavernier) یک منطقهٔ مسکونی در ایالات متحده آمریکا است که در شهرستان مونرو، فلوریدا واقع شده‌است. تاورنیر ۷ کیلومتر مربع مساحت و ۲٬۱۷۳ نفر جمعیت دارد و ۲ متر بالاتر از سطح دریا قرار دارد.